# OXGR1
2-oksoglutaratni receptor 1 je protein koji je kod čoveka kodiran OXGR1 genom.
G protein-spregnuti receptori sadrže 7 transmembranskih domena. Oni prenose ekstracelularne signale putem heterotrimernih G proteina.

## Literatura
1. ↑  He W, Miao FJ, Lin DC, Schwandner RT, Wang Z, Gao J, Chen JL, Tian H, Ling L (2004). „Citric acid cycle intermediates as ligands for orphan G-protein-coupled receptors”. Nature. 429 (6988): 188—93. PMID 15141213. doi:10.1038/nature02488.
2. ↑  Wittenberger T, Hellebrand S, Munck A, Kreienkamp HJ, Schaller HC, Hampe W (2003). „GPR99, a new G protein-coupled receptor with homology to a new subgroup of nucleotide receptors”. BMC Genomics. 3 (1): 17. PMC 117779 . PMID 12098360.
3. 1 2  „Entrez Gene: OXGR1 oxoglutarate (alpha-ketoglutarate) receptor 1”.

## Dodatna literatura
- Lee DK; Nguyen T; Lynch KR;  . (2001). „Discovery and mapping of ten novel G protein-coupled receptor genes.”. Gene. 275 (1): 83—91. PMID 11574155. doi:10.1016/S0378-1119(01)00651-5.
- Takeda S; Kadowaki S; Haga T;  . (2002). „Identification of G protein-coupled receptor genes from the human genome sequence.”. FEBS Lett. 520 (1-3): 97—101. PMID 12044878. doi:10.1016/S0014-5793(02)02775-8.
- Strausberg RL; Feingold EA; Grouse LH;  . (2003). „Generation and initial analysis of more than 15,000 full-length human and mouse cDNA sequences.”. Proc. Natl. Acad. Sci. U.S.A. 99 (26): 16899—903. PMC 139241 . PMID 12477932. doi:10.1073/pnas.242603899.
- Inbe H; Watanabe S; Miyawaki M;  . (2004). „Identification and characterization of a cell-surface receptor, P2Y15, for AMP and adenosine.”. J. Biol. Chem. 279 (19): 19790—9. PMID 15001573. doi:10.1074/jbc.M400360200.
- Dunham A; Matthews LH; Burton J;  . (2004). „The DNA sequence and analysis of human chromosome 13.”. Nature. 428 (6982): 522—8. PMC 2665288 . PMID 15057823. doi:10.1038/nature02379.
- Gerhard DS; Wagner L; Feingold EA;  . (2004). „The status, quality, and expansion of the NIH full-length cDNA project: the Mammalian Gene Collection (MGC).”. Genome Res. 14 (10B): 2121—7. PMC 528928 . PMID 15489334. doi:10.1101/gr.2596504.